# Ferndale, Maryland
Ferndale är en ort i Anne Arundel County i delstaten Maryland, USA.